# Dzieciństwo

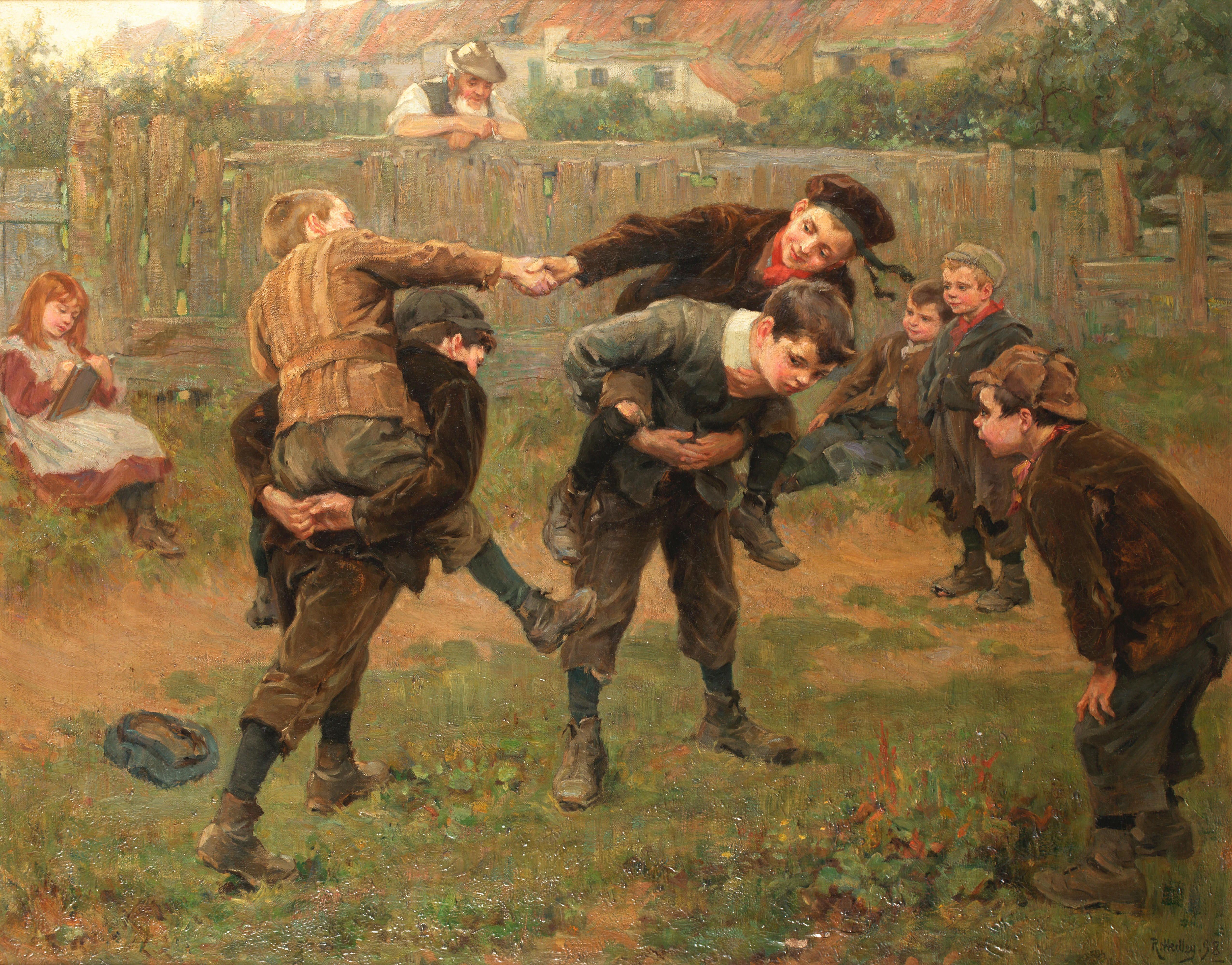
XIX-wieczny obraz przedstawiający dzieci.

Dzieciństwo – jeden z okresów rozwojowych w życiu człowieka. Osobnika ludzkiego w tym okresie nazywa się dzieckiem. Dokładne granice tego okresu są trudne do określenia, ponieważ przechodzenie z okresu dziecięcego w dorosłość jest bardzo powolne i brak tu gwałtownych zmian, które mogłyby stanowić granicę. Według Stefana Baleya dzieciństwo to okres od pierwszego do około 12-13 roku życia. Obecnie uważa się, że to okres trwający od 2-3 do 10-12 roku życia. Wtedy pamięć dziecka jest coraz lepsza, zaczyna odczuwać chęć kontaktu z rówieśnikami. Ma ogromną chęć poznawania świata przez co zadaje nieustające pytania. Nabywa różnych umiejętności, które będą mu niezbędne w dalszym życiu. W tym czasie kształtuje się charakter i osobowość dziecka.
Znany jest podział na okresy i podokresy:
- wczesnodziecięcy:
  - poniemowlęcy,
  - przedszkolny.
- późnodziecięcy: 
  - wczesnoszkolny,
  - pokwitania.

Po tych fazach rozwoju rozpoczyna się okres młodzieńczy.